# 코리 테일러

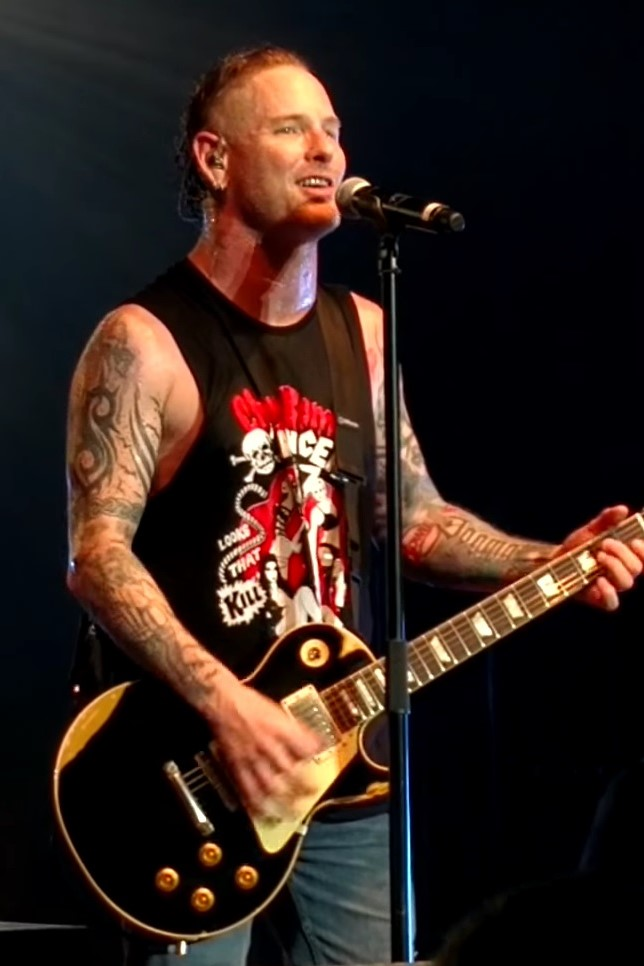
2018년 스톤 사워에서 공연 중인 테일러

코리 토드 테일러(Corey Todd Taylor, 1973년 12월 8일 ~)는 미국의 가수, 음악가, 작곡가, 배우이다. 밴드 슬립낫과 스톤 사워의 리드 보컬리스트이자 작사가로 유명하다.
테일러는 1992년 드러머 조에레 에크먼과 함께 스톤 사워를 공동 결성했으며 디모인 지역에서 공연했다. 1997년 슬립낫에 참가하여 자신들의 오리지널 보컬리스트를 대체하였으며 이후 이들과 함께 6개의 스튜디오 음반을 발매했다. 처음 2개의 슬립낫 음반이 플래티넘 인증을 받은 뒤 테일러는 2002년 투어를 진행하였다. 그의 데뷔 솔로 스튜디오 음반 CMFT는 2020년 10월 2일 로드러너 레코드에 의해 발매되었다.
정크 피어 키드냅 밴드, 콘, 디스터브드, 아포칼립티카, 코드 오렌지, 앤스랙스, 스틸 팬서, 폴링 인 리버스, 소울플라이 등 여러 밴드와 함께했다.